# Беланов, Игорь Иванович
И́горь Ива́нович Бела́нов (укр. Ігор Іванович Бєланов; род. 25 сентября 1960, Одесса) — советский и украинский футболист, форвард, был признан лучшим футболистом Европы в 1986 году. Мастер спорта СССР международного класса (1986). Заслуженный мастер спорта СССР (1986).
Входит в топ-100 лучших футболистов в истории чемпионатов мира по версии The Guardian и топ-20 лучших нападающих мира 80-х годов XX века по версии FourFourTwo. Обладатель Кубка кубков УЕФА, двукратный чемпион СССР, трёхкратный обладатель Кубка СССР, вице-чемпион Европы 1988 года. Единственный советский футболист, забивший три гола в одном матче финальной стадии чемпионата мира.
С 2003 по 2004 год Беланов был одним из владельцев и президентом футбольного клуба «Виль», который в этот период завоевал единственный трофей в своей истории, Кубок Швейцарии.

## Биография

### Ранние годы
Игорь Беланов родился 25 сентября 1960 года в Одессе, на Молдаванке. Начинал в дворовом футболе, был взят прямо в дубль одесского «Черноморца» из команды одесского ЖЭКа.
Помню, как выходил во двор, колотил мячом о стенку и мечтал, чтобы какой-нибудь тренер вышел из-за угла, посмотрел, как красиво я бью по мячу, и пригласил в команду с большими перспективами. Но не выходил никто из-за угла. Не звал. А я… я продолжал тренироваться в своей ЖЭКовской команде.Игорь Беланов
Когда Беланову было 16 лет, в автокатастрофе насмерть разбился отец. Он в одночасье превратился в главу семьи, кормильца, который должен был обеспечивать ещё и мать. Закончил ПТУ, получил специальность каменщик-монтажник конструкций 3-го разряда. Работал на стройке и одновременно играл в футбол.

### Карьера игрока
В 1978 году был призван в армию, проходил службу в СКА Одесса. В 1979—1980 годах провел 68 матчей, забил 16 мячей. В 1981 году перешёл в одесский «Черноморец», где сразу стал игроком основного состава. Отличительными качествами Беланова были сильный и точный удар, высокая спринтерская скорость, а также хорошая игра в воздухе вопреки не слишком высокому росту.
В 1983 году был приглашён в олимпийскую сборную СССР, за которую сыграл два официальных матча и ещё 2 товарищеских, в которых забил 1 мяч.
B 1984 году, играя за одесскую команду, стал её лучшим бомбардиром (11 голов в чемпионате, 3 — в кубке), и впервые вошёл в список лучших игроков Украинской ССР, под 1-м номером среди нападающих, а «Черноморец» занял непривычно высокое для себя четвёртое место, получив право сыграть в Кубке УЕФА. Всего за команду сыграл в четырёх сезонах (1981—1984) 128 матчей, забил 30 мячей в чемпионате и Кубке СССР.
В 1985 году перешёл в киевское «Динамо», где его талант раскрылся в полной мере. Клуб выиграл «золотой дубль», став чемпионом и выиграв Кубок СССР, Беланов был одним из лидеров команды. 9 апреля 1985 года забил первые голы за клуб, оформив дубль в матче против донецкого «Шахтёра». 20 апреля 1985 года отметился голом в матче с московским «Динамо», с пенальти, который сам же и заработал. Пенальтистов в команде была, по его словам, куча — от Блохина до Демьяненко. Пока они решали кто будет бить, Беланов уверенно подошел к «точке» и забил. 28 мая 1985 года «Динамо» на 100-тысячном «Олимпийском» стадионе принимало московский «Спартак». Киевляне победили 2:0, а оба гола в ворота Рината Дасаева забил Беланов, второй стал 2000-м голом «Динамо» в чемпионатах СССР. Возглавлявший сборную СССР Эдуард Малофеев вызвал Беланова в национальную команду. Дебютировал в том же году в московском матче отборочного турнира к чемпионату мира 1986 со сборной Швейцарии, выйдя на замену за 11 минут до конца игры. В следующей игре против Дании, которую сборная проиграла 2:4, Беланов получил нелестные оценки от главного тренера, Малофеев заявил, что на поле было десять человек — имея в виду как раз плохую игру Беланова. После этого в сборную, до прихода Лобановского, не вызывался.
После Дании Малофеев меня не вызывал. Да даже если бы и вызвал, я бы не поехал. Не видел толка играть в команде, где нет никакой стратегии и все тянут в разные стороны. У Лобановского или Бескова такого быть не могло.Игорь Беланов
В победном Кубке обладателей кубков 1985/86 в двухматчевом четвертьфинальном противостоянии против венского «Рапида», отметился тремя голами. Причём, в игре на выезде, Беланов и определил результат, забив в течение пяти минут два гола. Также он отличился в полуфинальном матче против пражской «Дуклы». Всего, сыграв в восьми играх, Беланов забил 5 голов, став одним из лучших бомбардиров турнира.
На чемпионат мира в Мексике (1986) ехал уже игроком основы и полностью оправдал доверие тренера. В первом матче группового этапа сборная СССР выиграла у Венгрии 6:0, Беланов отдал две голевые передачи и отметился голом с пенальти. Второй матч против Франции завершился вничью 1:1, результативная передача на счету Беланова. В заключительном матче группового этапа со сборной Канады Игорь остался в запасе и вышел на поле на 56 минуте при счёте 0:0. Отдал голевой пас Блохину, а потом снова выступил в роли ассистента — вывел к канадским воротам Заварова, поединок закончился победой СССР 2:0. Лучший свой матч, несмотря на поражение 3:4, провёл против сборной Бельгии в 1/8 финала, где забил все три мяча сборной. Первый, на 28-й минуте, он получил пас от Заварова, резко сместился в правую сторону и из-за штрафной на противоходе мощнейшим ударом пробил в дальнюю девятку ворот, этот гол является одним из лучших в истории сборной СССР. Второй — с паса все того же Заварова, который на дриблинге разрезал центр и выкатил мяч на Беланова — тот снова пробил Жан-Мари Пфаффа и третий — с пенальти. Беланов стал лучшим игроком турнира по системе «гол+пас», после Марадоны и единственным советским футболистом, забившим три гола в одном матче финальной стадии чемпионата мира.
Удачная и яркая игра на чемпионате мира в Мексике, а также блестящее выступления в составе киевлян, выигравших Кубок обладателей кубков, стали основой признания Беланова в футбольной Европе: по итогам 1986 года он победил в опросе журнала «France Football» как лучший футболист Европы, набрал 84 очка, опередив Гарри Линекера — 62 и Эмилио Бутрагеньо — 59.
В 1987 году Беланов, несмотря на участившиеся хронические травмы по ходу сезона, помог «Динамо» выиграть Кубок СССР (3 гола в 6 матчах), а также дойти до полуфинала Кубка европейских чемпионов (один гол, 2 голевые передачи в 6 матчах), где команда по сумме двух матчей уступила «Порту». В том же году, 18 марта в Киеве перед началом четвертьфинального поединка Кубка европейских чемпионов с «Бешикташем» ему был вручён «Золотой мяч». Как позже признался Беланов, излишнее волнение от радостного события помешало отличиться ему в этом матче. Так, пробивая пенальти на 86-й минуте, он попал в перекладину. Это был первый случай, когда Беланов не забил пенальти.
На групповом этапе чемпионата Европы 1988 в ФРГ выступал на позиции правого вингера оставаясь одним из лидеров сборной, отдал три голевых паса, в том числе Протасову в матче с Ирландией и Рацу в победном матче с Нидерландами. В третьем групповом поединке против сборной Англии Беланов получил травму, из-за чего был заменен уже в первом тайме и пропустил полуфинал против Италии. На финальный матч против сборной Нидерландов вышел в основном составе и на 60-й минуте при счёте 0:2 не забил пенальти — мяч попал в бутсу вратаря Ханса ван Брёкелена. Это был второй и последний раз в карьере, когда он не забил пенальти. По итогам чемпионата Европы Беланов стал лучшим ассистентом турнира.
Чаще всего я бил пенальти по центру на силу. Вратари это знали, и, когда они явно оставались на месте, ожидая прямого удара, я их на этом ловил, отправляя мячи по углам. Тут же произошла случайность. Я видел, что ван Брекелен изготовился прыгать в правый угол, и ударил в своей манере по центру.

Единственное, что я изменил, — так это решил ударить низом. Трибуна за воротами в Мюнхене была расположена так, что визуально кажется: перекладина находится ниже, чем обычно. Вот я и попытался прижать мяч к земле, не до конца, но прижать. И мяч попал в ногу прыгавшего в угол ван Брекелена. Сантиметр-два – и был бы гол. Но это жизнь, и этот самый сантиметр может предопределить ее поворот.Игорь Беланов
Последнее приглашение в сборную СССР получил в апреле 1990 года, являлся кандидатом на участие в чемпионате мира 1990 года в Италии. Однако подверженность травмам и его игра в товарищеском матче против сборной Ирландии не устроила тренерский штаб и больше в национальную команду он не вызывался.

### Карьера за рубежом
Беланов был одним из первых советских футболистов, кто подписал контракт с серьёзным европейским клубом. В 1989 году уехал играть по контракту в «Боруссию» (Мёнхенгладбах). Сумма трансфера составила около 2 миллионов марок. Сам Игорь говорит, что о продаже в «Боруссию» его поставили перед фактом — при том, что интересовались им многие известные европейские клубы. Партнёрами по команде были молодые и тогда ещё мало известные за пределами Германии Штефан Эффенберг и Оливер Бирхофф. Дебютировал 4 ноября 1989 года в поединке против «Штутгарта». В первых шести матчах Беланов забил четыре гола, один из которых был признан лучшим голом месяца в Бундеслиге — «ножницами» через себя в ворота леверкузенского «Байера», был среди лидеров бомбардирской гонки. Однако затем у форварда начались проблемы, череда травм и конфликтов с тренерами. В целом, карьера в Бундеслиге сложилась противоречиво по многим причинам. Одна из них — история (утрированная отдельными СМИ) с кражей вещей приятелями жены из магазина в Германии.
К нам в гости приехали друзья жены. Пошли в магазин. Ошалели от заграницы и, как потом выяснилось, украли какие-то платья и туфли.Игорь Беланов
Другая — конфликт с тренером Гердом фом Брухом, из-за которого перестал проходить в основу, а также плохие результаты команды в целом, в сезоне 1989/90 «Боруссия» чуть не вылетела во вторую Бундеслигу, заняв в чемпионате 15 место. По итогу, за полтора сезона в составе «Гладбаха», из-за травм и сложных отношений с руководством клуба, провёл всего 27 матчей во всех турнирах, в которых, тем не менее, ему удалось набрать 10 баллов по системе «гол+пас» (5 голов и 5 голевых передач), преимущественно играя не на позиции чистого нападающего. В конце концов, Беланов в 1991 году был продан в «Айнтрахт» Брауншвейг, который в тот момент выступал во второй Бундеслиге. В команде из Нижней Саксонии он отыграет четыре сезона, один из которых полностью пропустит из-за травмы — 64 матча (21 гол) в чемпионате, 4 матча — в переходном турнире и 2 матча (1 гол) — в Кубке Германии.
Кроме того, отъезд в Германию помешал Беланову продолжить выступления в сборной и быть в составе команды на чемпионате мира в Италии. Продолжая выступать в Германии, занялся бизнесом — открыл фирму по продаже спортивного питания.

### Возвращение на Украину
В 1995 году вернулся доигрывать на Украину — сначала выступал на первенстве Одесской области, затем играл за «Черноморец». Однако, проведя три игры, получил травму и выбыл до конца сезона. В 1997 году завершил карьеру в мариупольском «Металлурге», сыграв за сезон всего четыре матча и забив четыре гола.
В 2003 году, после того, как совместно с Геннадием Перепаденко был куплен контрольный пакет акций, стал одним из владельцев и президентом швейцарского клуба «Виль» (2003—2004), который за это время завоевал единственный трофей в своей истории — в финале Кубка Швейцарии скромной команде из 23-тысячного города удалось победить «Грассхоппер». Менеджером клуба в этот период был экс-ассистент Лобановского Михаил Ошемков, главным тренером — Александр Заваров в качестве игрока из чемпионата Украины пришёл Валентин Полтавец. Также была неудачная попытка переманить Сергея Реброва, который разорвал контракт с «Фенербахче». Сразу после окончания самого успешного сезона в истории команды, из-за конфликта с советом директоров, разногласий по трансферной политике, бюрократической волокиты и отсутствия лояльности со стороны местных властей, Беланов и Перепаденко, вложив в клуб порядка 1,3 миллиона евро, были вынуждены покинуть его. «Виль» вылетел из высшей лиги в том же сезоне, проиграв после их ухода восемь матчей подряд.
Владелец футбольной школы своего имени в Одессе. В декабре 2010 года был назначен исполняющим обязанности начальника управления физкультуры и спорта Одесского городского совета. Отправлен в отставку 7 февраля 2013 года.
1 сентября 2012 года на аллее футбольной славы ФК «Черноморец» (Одесса) были увековечены первые двенадцать памятных звёзд, одна из которых посвящена Беланову.
В апреле 2017 года стартовал первый ежегодный любительский чемпионат по мини-футболу под эгидой Фонда Игоря Беланова — «Belanov Football League».
В 2018 году стал сопредседателем комитета профессионального футбола Федерации футбола Украины.
В апреле 2022 года, во время российского военного вторжения записался в ряды территориальной обороны для защиты Украины.

## Стиль игры
Главное достоинство Беланова — мощнейший удар с обеих ног, высочайшая стартовая спринтерская скорость, резкая смена темпа и направления движения, которая вместе с нацеленностью на ворота, решительностью и умением нанести завершающий удар, сделала его одним из самых ярких нападающих Европы второй половины 80-х годов.
При этом его задачи не замыкались только на голах. Беланов разгонял атаки, нередко выступал в качестве ассистента, а также устраивал активный прессинг, из-под которого было сложно выйти или хотя бы сделать нормальный пас. Также он зарекомендовал себя как прекрасный пенальтист. Реализовал 17 ударов с «точки». За всю свою карьеру было только два случая, когда Беланов не забил пенальти. Первый, в 1987 году на переполненном 100 тысячном Олимпийском в матче с «Бешикташем» в Кубке европейских чемпионов, сразу после того, как ему вручили «Золотой мяч». Второй, в 1988 году в финале чемпионата Европы против сборной Нидерландов.
Если вы хотите понять, что такое «Беланов в порядке», посмотрите его игру в составе сборной на чемпионате мира в Мексике.Валерий Лобановский

## Статистика выступлений

### Клубная
| Клуб                   | Сезон            | Чемпионат | Чемпионат | Кубок | Кубок | Еврокубки | Еврокубки | Прочие | Прочие | Всего | Всего |
| Клуб                   | Сезон            | Игры      | Голы      | Игры  | Голы  | Игры      | Голы      | Игры   | Голы   | Игры  | Голы  |
| ---------------------- | ---------------- | --------- | --------- | ----- | ----- | --------- | --------- | ------ | ------ | ----- | ----- |
| СКА Одесса             | 1979             | 32        | 5         | -     | -     | -         | -         |        | -      | 32    | 5     |
| СКА Одесса             | 1980             | 36        | 11        | -     | -     | -         | -         | -      | -      | 36    | 11    |
| Черноморец Одесса      | 1981             | 27        | 6         | 2     | 0     | -         | -         | -      | -      | 29    | 6     |
| Черноморец Одесса      | 1982             | 29        | 2         | 4     | 1     | -         | -         | -      | -      | 33    | 3     |
| Черноморец Одесса      | 1983             | 27        | 7         | 1     | 0     | -         | -         | -      | -      | 28    | 7     |
| Черноморец Одесса      | 1984             | 33        | 11        | 5     | 3     | -         | -         | -      | -      | 38    | 14    |
| Динамо                 |                  |           |           |       |       |           |           |        |        |       |       |
| 1985                   | 31               | 10        | 4         | 2     | 4     | 1         | -         | -      | 39     | 13    |       |
| 1986                   | 22               | 10        | 1         | 0     | 8     | 4         | 1         | 0      | 32     | 14    |       |
| 1987                   | 23               | 8         | 6         | 3     | 6     | 1         | 2         | 1      | 37     | 13    |       |
| 1988                   | 27               | 8         | 4         | 1     | -     | -         | -         | -      | 31     | 9     |       |
| 1989                   | 18               | 3         | 4         | 1     | -     | -         | -         | -      | 22     | 4     |       |
| Боруссия Мёнхенгладбах | 1989-90          | 14        | 4         | 1     | 0     | -         | -         | -      | -      | 15    | 4     |
| Боруссия Мёнхенгладбах | 1990-91          | 10        | 0         | 2     | 1     | -         | -         | -      | -      | 12    | 1     |
| Айнтрахт Брауншвейг    | 1990-91          | 9         | 3         | -     | -     | -         | -         | -      | -      | 9     | 3     |
| Айнтрахт Брауншвейг    | 1991-92          | 29        | 10        | 1     | 1     | -         | -         | -      | -      | 30    | 11    |
| Айнтрахт Брауншвейг    | 1992-93          | -         | -         | -     | -     | -         | -         | -      | -      | -     | -     |
| Айнтрахт Брауншвейг    | 1993-94          | 26        | 8         | 1     | 0     | -         | -         | 4      | 0      | 31    | 8     |
| Черноморец             | 1995-96          | 3         | 1         | -     | -     | -         | -         | -      | -      | 3     | 1     |
| Металлург (Мариуполь)  | 1995-96          | 1         | 0         | -     | -     | -         | -         | -      | -      | 1     | 0     |
| Металлург (Мариуполь)  | 1996-97          | 4         | 4         | -     | -     | -         | -         | -      | -      | 4     | 4     |
| Всего за карьеру       | Всего за карьеру | 404       | 111       | 36    | 13    | 18        | 6         | 7      | 1      | 465   | 131   |

- Прочие — Кубок сезона СССР, Кубок Федерации футбола СССР и плей-офф Оберлиги

## Достижения

### Командные
«Динамо» (Киев)
- Чемпион СССР (2): 1985, 1986
- Обладатель Кубка СССР (3): 1985, 1987, 1990[40]
- Серебряный призёр Чемпионата СССР: 1988
- Бронзовый призёр Чемпионата СССР: 1989
- Обладатель Суперкубка СССР (2): 1986, 1987
- Обладатель Кубка обладателей Кубков УЕФА: 1986
- Финалист Суперкубка УЕФА: 1986

«Черноморец»
- Серебряный призёр чемпионата Украины: 1996

Сборная СССР
- Вице-чемпион Европы 1988 года

### Личные
- Обладатель «Золотого мяча» (France Football): 1986
- В списках 33 лучших футболистов сезона в СССР (4): 1985 — № 3, 1986 — № 1, 1987 — № 3, 1988 — № 3
- В списках лучших футболистов Украинской ССР[укр.] (5): 1984 — № 1, 1985 — № 2, 1986 — № 1, 1987 — № 1, 1988 — № 1
- Второй футболист СССР (еженедельник «Футбол»): 1986
- Второй футболист мира по версии World Soccer: 1986
- Обладатель «Бронзовой бутсы» чемпионата мира: 1986
- Лучший бомбардир Кубка обладателей кубков УЕФА: 1986 (5 голов)
- Лучший ассистент чемпионата Европы: 1988
- Заслуженный мастер спорта (1986)
- Мастер спорта СССР международного класса (1986)
- Автор 2000-го гола киевского «Динамо» в чемпионате СССР (1985)
- Лучший бомбардир «Черноморца» в чемпионате СССР 1984 года (11 голов)
- Лучший бомбардир Амстердамского турнира: 1986
- Включён в список лучших футболистов Одессы XX столетия
- Единственный советский футболист, забивший три гола в одном матче финальной стадии чемпионата мира
- Выступал за сборную ФИФА в матче против сборной Великобритании (1987) и за сборную мира против команды Франции (1988)
- В составе одесского «Ришелье» неоднократный чемпион Украины среди ветеранов
- Golden Foot: 2008 (в номинации «Легенды футбола»)

### Государственные награды
- 2004 — орден «За заслуги» III степени[41].
- 2010 — орден «За заслуги» II степени[42].
- 2016 — орден «За заслуги» I степени[43]
- 2020 — орден князя Ярослава Мудрого V степени[44].

## Личная жизнь
Разведён. Дочь живёт с бывшей женой. Двое сыновей — старший Валерий, младший — Виталий.
Зимой 2015 года попал в серьёзное ДТП в Кировоградской области, авария случилась когда экс-динамовец был с друзьями на охоте. Беланов также сообщил, что за рулем был не он, а товарищ. Все остались живы.
Своим футбольным кумиром считает автора первого гола одесского «Черноморца» в еврокубковых турнирах Анатолия Дорошенко, игрой которого юный Беланов восхищался в середине 70-х годов минувшего столетия.